# Gare de Saint-Chéron
La gare de Saint-Chéron est une gare ferroviaire française de la ligne de Brétigny à La Membrolle-sur-Choisille, située sur le territoire de la commune de Saint-Chéron, dans le département de l'Essonne en région Île-de-France.
C'est une gare de la Société nationale des chemins de fer français (SNCF) desservie par les trains de la branche C4 du RER C.

## Situation ferroviaire
Établie à 76 mètres d'altitude, la gare de Saint-Chéron se situe au point kilométrique (PK) 46,477 de la ligne de Brétigny à La Membrolle-sur-Choisille entre les gares de Breuillet-Village et Sermaise. Elle est desservie par les trains de la ligne C du RER parcourant la branche C4.

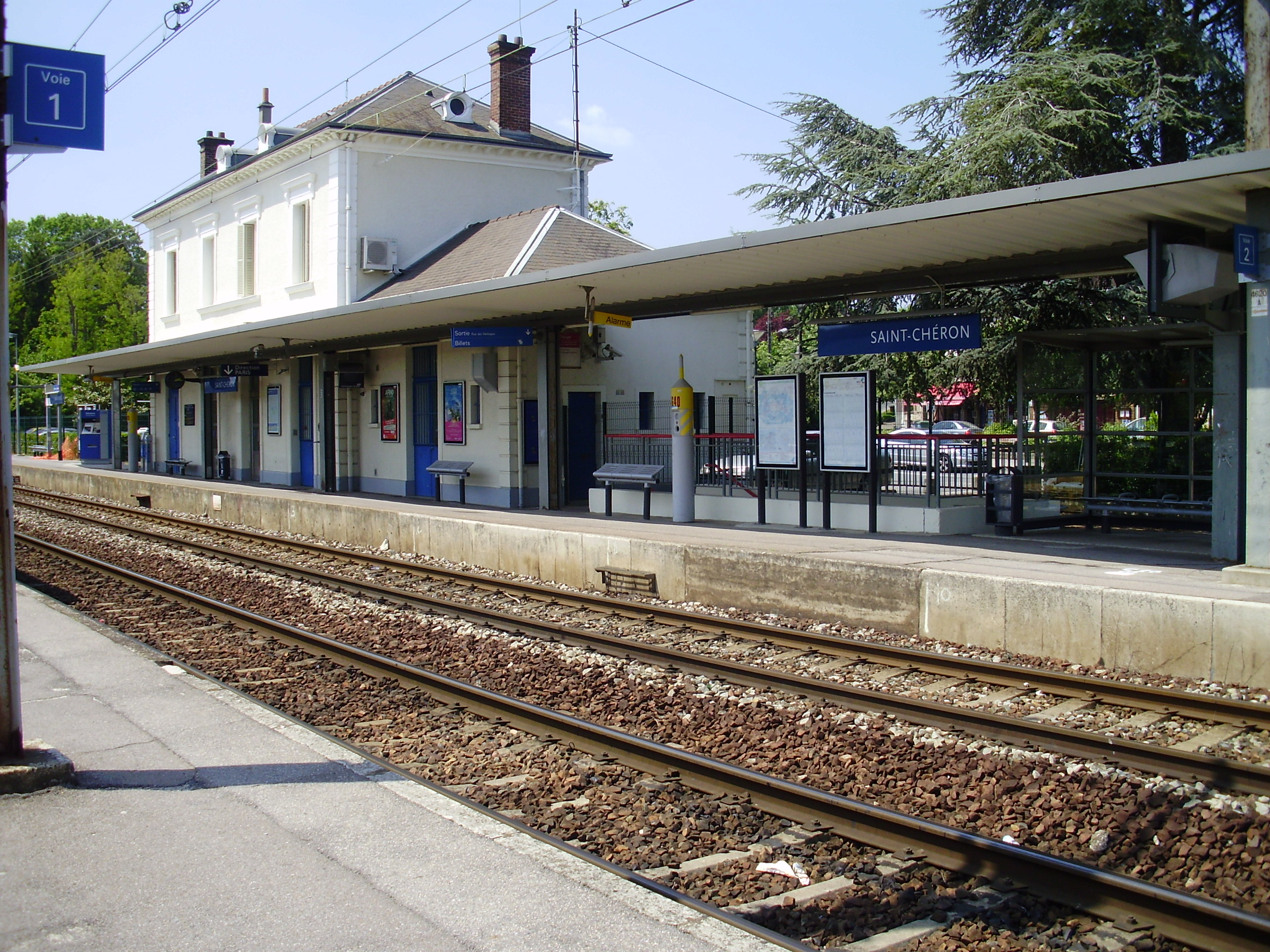
Quai de la gare en direction de Dourdan.

## Histoire

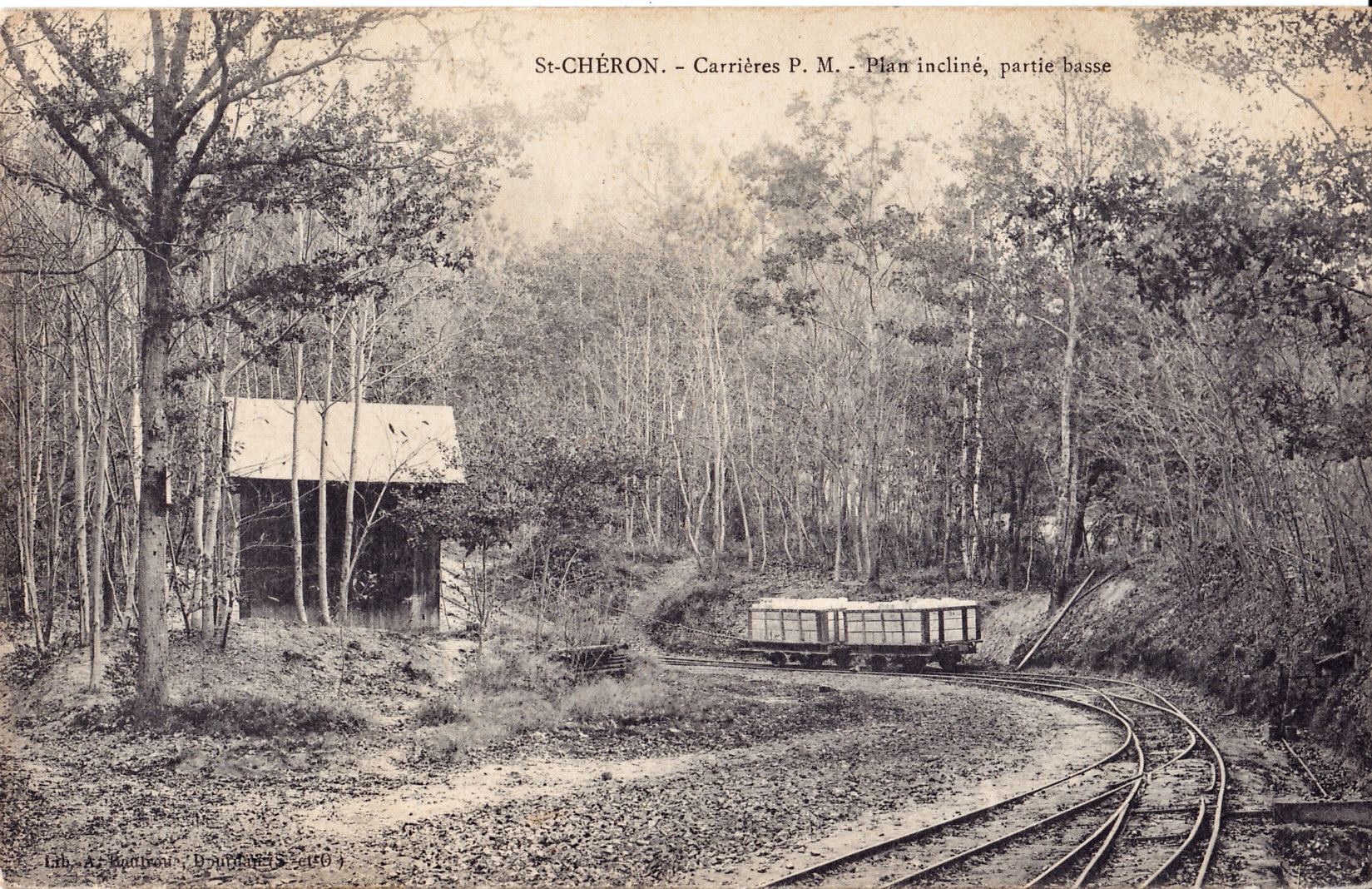
La carrière de Madagascar, qui produisait du grès, était dotée d'un réseau privé de chemin de fer, dont on voit ici la partie basse, et qui permettait de transporter la production jusqu'à la gare de Saint-Chéron.

La première section de la ligne de Brétigny à Vendôme (144 kilomètres) est ouverte le 28 décembre 1865. La ligne est mise en double voie en 1901, puis électrifiée en 1924 (en 1 500 volts), mais uniquement sur la section Brétigny - Dourdan. Cette  section fut intégrée dans la ligne C du RER en 1979.

## Fréquentation
De 2015 à 2020, selon les estimations de la SNCF, la fréquentation annuelle de la gare s'élève aux nombres indiqués dans le tableau ci-dessous.
| Année     | 2015    | 2016    | 2017    | 2018    | 2019    | 2020    |
| --------- | ------- | ------- | ------- | ------- | ------- | ------- |
| Voyageurs | 588 563 | 610 113 | 629 270 | 635 240 | 646 845 | 353 776 |

## Service des voyageurs

### Desserte

Quais et desserte
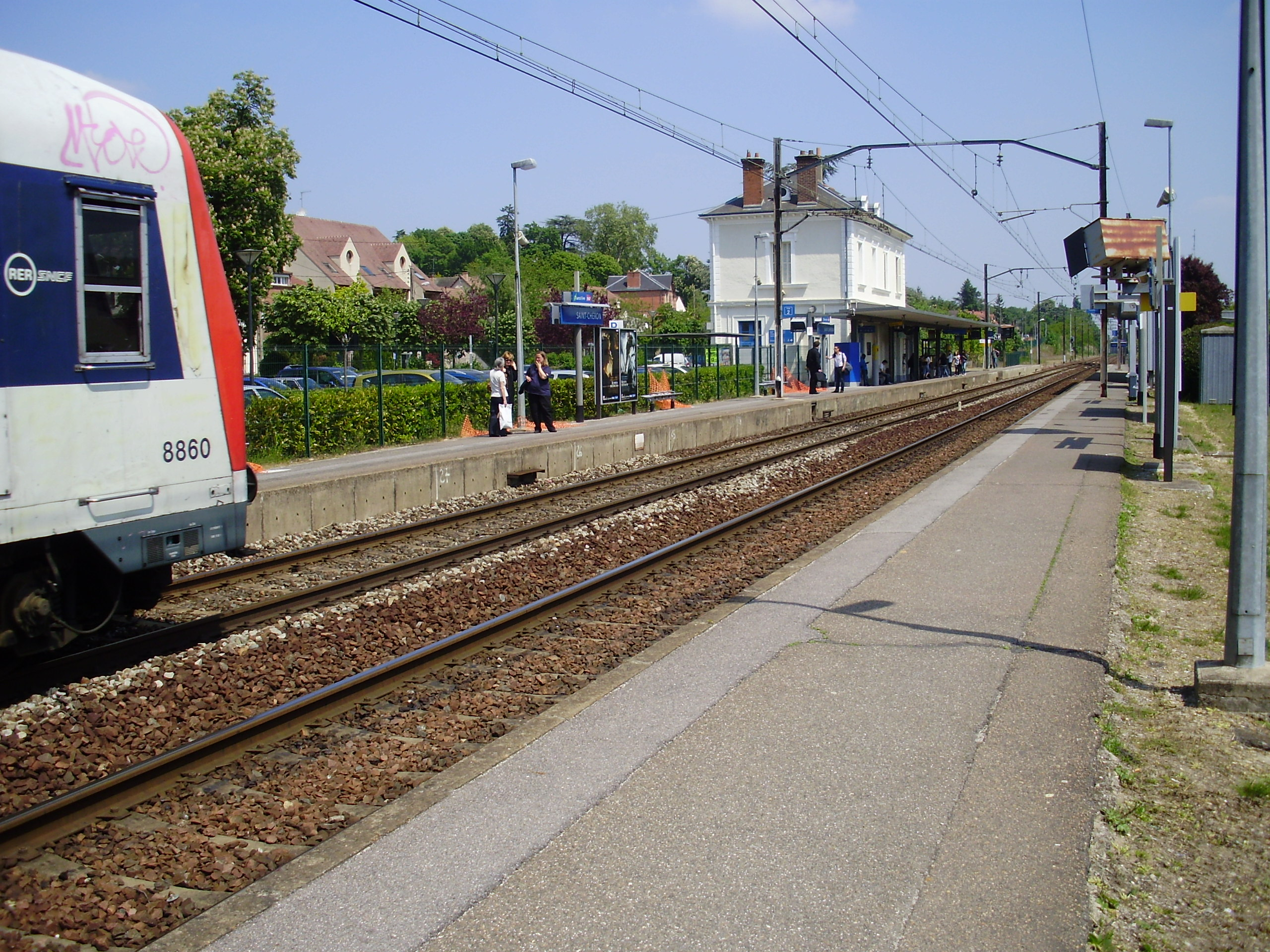
Quai pour Paris.
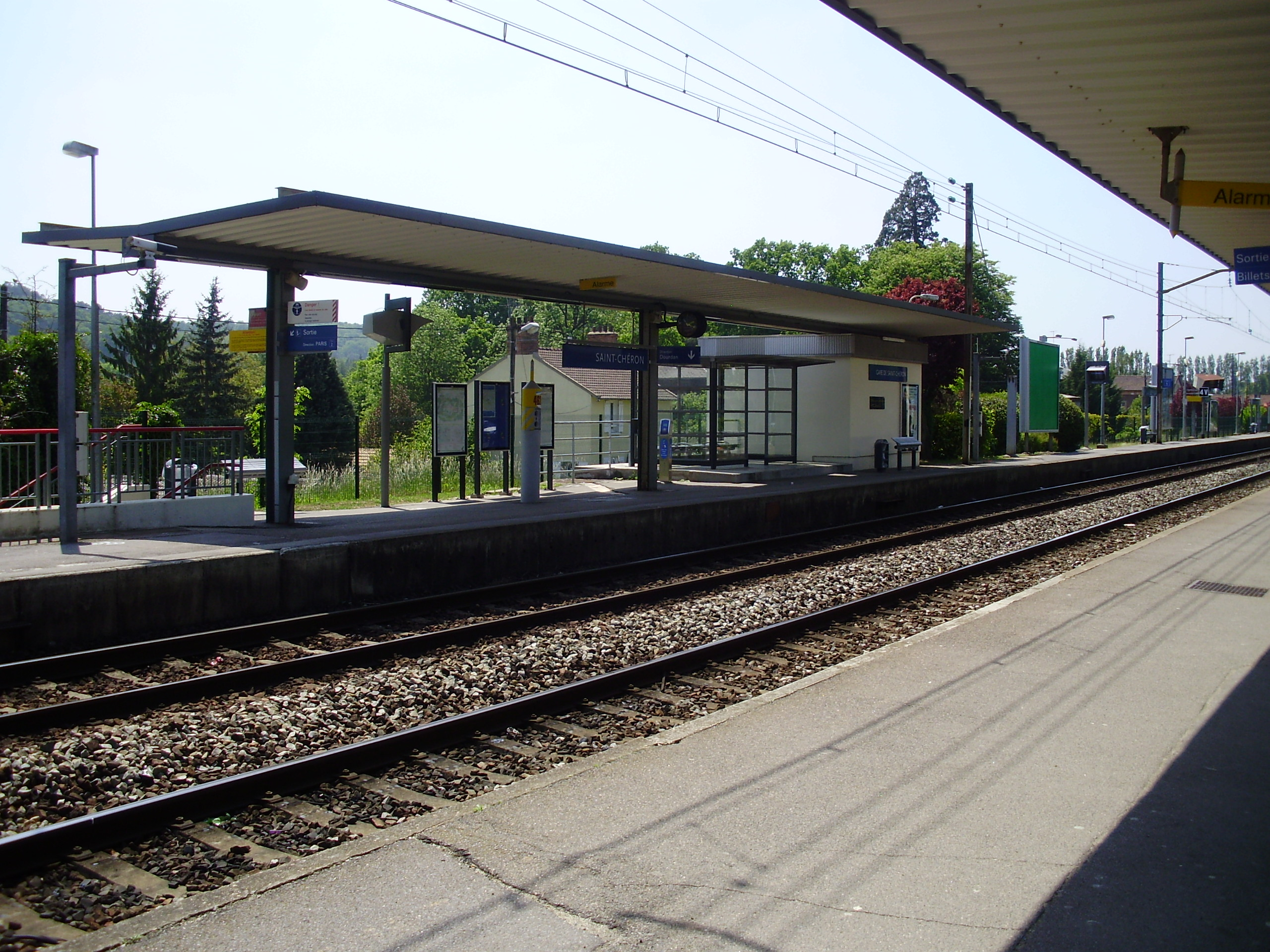
Quai pour Dourdan.

### Intermodalité
La gare est desservie par les lignes 4576 et 4578 du réseau de bus Cœur d'Essonne et par le service de transport à la demande « Dourdan » du réseau de bus Essonne Sud Ouest.